# Кубок Азии по волейболу среди женщин 2018
6-й розыгрыш Кубка Азии по волейболу среди женщин прошёл с 16 по 23 сентября 2018 года в Накхонратчасиме (Таиланд) с участием 10 национальных сборных команд. Чемпионский титул в 5-й раз в своей истории выиграла сборная Китая.
Сборные Китая, Японии, Южной Кореи, Казахстана выступали на турнире неосновными составами.

## Команды-участницы
Таиланд — команда страны-организатора;
Япония, Южная Корея, Китай, Вьетнам, Тайвань, Казахстан, Филиппины, Иран, Австралия — 9 команд по итогам чемпионата Азии 2017 года.

## Система проведения турнира
Система проведения изменилась по сравнению с предыдущими розыгрышами. На предварительном этапе команды были разбиты на три группы согласно рейтингу, составленному по итогам чемпионата Азии 2017. Лучшие три команды включены в группу «А», три следующие — в группу «В», четыре оставшиеся — в группу «С». В четвертьфинал плей-офф вышли все команды из групп «А» и «В» и две лучшие из группы «С». Пары 1/4-финала составлялись согласно занятым местам в группах. Победители пар вышли в полуфинал и по системе с выбыванием разыграли 1—4-е места. Итоговые 5—10-е места разыграли проигравшие в четвертьфинале и команды, занявшие два последних места в группе «С».
Первичный критерий при распределении мест в группах — общее количество побед. В случае равенства этого показателя в расчёт принимается количество очков, затем соотношение выигранных и проигранных партий, соотношение мячей, результат личных встреч. За победу со счётом 3:0 и 3:1 команды получают по 3 очка, за победу 3:2 − 2, за поражение 2:3 — 1, за поражение 1:3 и 0:3 очки не начисляются.

## Предварительный этап

### Группа А
| М | Команда     | 1   | 2   | 3   | И | В | П | С/П | О |
| - | ----------- | --- | --- | --- | - | - | - | --- | - |
| 1 | Таиланд     |     | 3:0 | 3:1 | 2 | 2 | 0 | 6:1 | 6 |
| 2 | Южная Корея | 0:3 |     | 3:1 | 2 | 1 | 1 | 3:4 | 3 |
| 3 | Япония      | 1:3 | 1:3 |     | 2 | 0 | 2 | 2:6 | 0 |

16 сентября: Южная Корея — Япония 3:1 (21:25, 25:18, 29:27, 25:23).
17 сентября: Таиланд — Япония 3:1 (28:26, 21:25, 27:25, 25:17).
18 сентября: Таиланд — Южная Корея 3:0 (25:18, 25:19, 25:17).

### Группа В
| М | Команда | 1   | 2   | 3   | И | В | П | С/П | О |
| - | ------- | --- | --- | --- | - | - | - | --- | - |
| 1 | Китай   |     | 3:0 | 3:0 | 2 | 2 | 0 | 6:0 | 6 |
| 2 | Вьетнам | 0:3 |     | 3:2 | 2 | 1 | 1 | 3:5 | 2 |
| 3 | Тайвань | 0:3 | 2:3 |     | 2 | 0 | 2 | 2:6 | 1 |

16 сентября: Китай — Вьетнам 3:0 (25:17, 25:9, 25:12).
17 сентября: Китай — Тайвань 3:0 (25:14, 25:20, 25:22).
18 сентября: Вьетнам — Тайвань 3:2 (22:25, 28:26, 30:28, 16:25, 15:12).

### Группа С
| М | Команда   | 1   | 2   | 3   | 4   | И | В | П | С/П | О |
| - | --------- | --- | --- | --- | --- | - | - | - | --- | - |
| 1 | Иран      |     | 3:0 | 3:2 | 3:2 | 3 | 3 | 0 | 9:4 | 7 |
| 2 | Австралия | 0:3 |     | 3:2 | 3:2 | 3 | 2 | 1 | 6:7 | 4 |
| 3 | Филиппины | 2:3 | 2:3 |     | 3:1 | 3 | 1 | 2 | 7:7 | 5 |
| 4 | Казахстан | 2:3 | 2:3 | 1:3 |     | 3 | 0 | 3 | 5:9 | 2 |

16 сентября: Иран — Казахстан 3:2 (23:25, 25:17, 19:25, 25:23, 15:6); Австралия — Филиппины 3:2 (21:25, 21:25, 26:24, 25:16, 15:10).
17 сентября: Австралия — Казахстан 3:2 (21:25, 25:20, 25:23, 20:25, 15:12); Иран — Филиппины 3:2 (27:29, 25:16, 17:25, 25:12, 15:13).
18 сентября: Иран — Австралия 3:0 (25:17, 25:22, 25:20); Филиппины — Казахстан 3:1 (25:22, 25:23, 20:25, 25:17).

## Плей-офф

### Четвертьфинал
19 сентября
Япония — Вьетнам 3:1 (20:25, 25:23, 25:12, 25:23).
Тайвань — Южная Корея 3:1 (18:25, 25:20, 25:15, 26:24).
Китай — Иран 3:0 (25:11, 25:12, 25:16).
Таиланд — Австралия 3:0 (25:20, 25:21, 25:13).

### Матч за 7-е место
21 сентября
Иран — Австралия 3:1 (22:25, 25:23, 25:22, 25:20).

### Классификация за 5—10 места
21 сентября
Вьетнам — Казахстан 3:0 (25:16, 25:14, 25:15).
Южная Корея — Филиппины 3:1 (25:13, 24:26, 25:7, 25:21).

### Полуфинал
21 сентября
Япония — Тайвань 3:1 (25:15, 25:20, 21:25, 25:23).
Китай — Таиланд 3:2 (25:18, 25:21, 25:27, 22:25, 15:10).

### Матч за 9-е место
22 сентября
Филиппины — Казахстан 3:2 (25:13, 23:25, 25:22, 17:25, 15:8).

### Матч за 5-е место
23 сентября
Вьетнам — Южная Корея 3:0 (25:22, 25:10, 25:16).

### Матч за 3-е место
23 сентября
Таиланд — Тайвань 3:0 (25:20, 25:19, 25:20).

### Финал
23 сентября
Китай — Япония 3:0 (25:23, 25:20, 25:17).

## Итоги

### Положение команд
| Китай          |
| Япония         |
| Таиланд        |
| 4. Тайвань     |
| 5. Вьетнам     |
| 6. Южная Корея |
| 7. Иран        |
| 8. Австралия   |
| 9. Филиппины   |
| 10. Казахстан  |

### Призёры
Китай: Ян Чжоу, Че Вэньань, Жэнь Кайи, Гао И, Сунь Хайпин, Чэнь Синьтун, Чэнь Пэйянь, Гун Мэйцзи, Чжэн Исинь, Ван Мэйи, Лю Яньхань, Дуань Фан, Чжан Ичань, Мэн Цзисюань. Тренер — Си Хайжун.
  Япония: Мивако Осанаи, Рэй Кудо, Моэри Ханаи, Сури Ямагути, Сиори Аратани, Миюки Хориэ, Котона Хаяси, Мию Накагава, Нитика Ямада, Саяка Ёкота, Рэна Мизусуги, Хитоми Сиодэ, Маи Ирисава, Минами Ясуда. Тренер — Киёси Або.
  Таиланд: Пиянут Панной, Понпан Коэтпрат, Татдао Нуэкчанг, Плеумчит Тинкао, Онума Ситтирак, Хаттая Памрунгсук, Ватчарея Нуанчам, Вилаван Апиньяпонг, Нотсара Томком, Малика Кантонг, Пимпичая Кокрам, Аччарапон Конгьот, Супаттра Пайрой, Танача Соксод. Тренер — Данай Сриватчараметакул.

### Индивидуальные призы
| - MVP Лю Яньхань - Лучшая связующая Сунь Хайпин - Лучшие центральные блокирующие Гао И Цэн Ваньлин | - Лучшая диагональная нападающая Пимпичая Кокрам - Лучшие нападающие-доигровщики Мивако Осанаи Аччарапон Конгьот - Лучшая либеро Рэна Мизусуги |